# Thời gian Nguyên tử Quốc tế
Thời gian Nguyên tử Quốc tế (TAI) là thời gian được đo bằng dao động của các sóng điện từ được phát ra do các nguyên tử hoặc phân tử chuyển dịch từ mức năng lượng này sang mức năng lượng khác.
1 giây nguyên tử = khoảng thời gian 9192631770 lần chuyển đổi giữa các mức năng lượng của nguyên tử caesi 133.
Thời gian Nguyên tử do được đo bằng dao động của các sóng điện từ nên không tính tới các yếu tố thiên văn (vị trí đặt đồng hồ (dị biệt thời gian do kinh độ), sự quay xung quanh trục của Trái Đất).
Hiện nay, thời gian Nguyên tử được sử dụng để đo thời gian ở những lĩnh vực đòi hỏi độ chính xác cao. Hệ thống đo thời gian của các vệ tinh GPS, GLONASS đều sử dụng thước đo thời gian nguyên tử.